# Sypniewo (Więcbork)
Sypniewo (deutsch Sypniewo, 1939–1945 Wilckenwalde) liegt in der polnischen Woiwodschaft Kujawien-Pommern. Der Ort ist Teil der Stadt-und-Land-Gemeinde Więcbork (Vandsburg) im Powiat Sępoleński (Zempelburger Kreis).

## Geographische Lage
Sypniewo liegt im Netzedistrikt in Westpreußen, etwa 21 Kilometer östlich von Flatow (Złotów) und zwölf Kilometer westnordwestlich von Vandsburg (Więcbork). 

## Geschichte

Sypniewo, östlich des Sypniewschen Waldes und östlich der Stadt Flatow, auf einer Landkarte von 1806

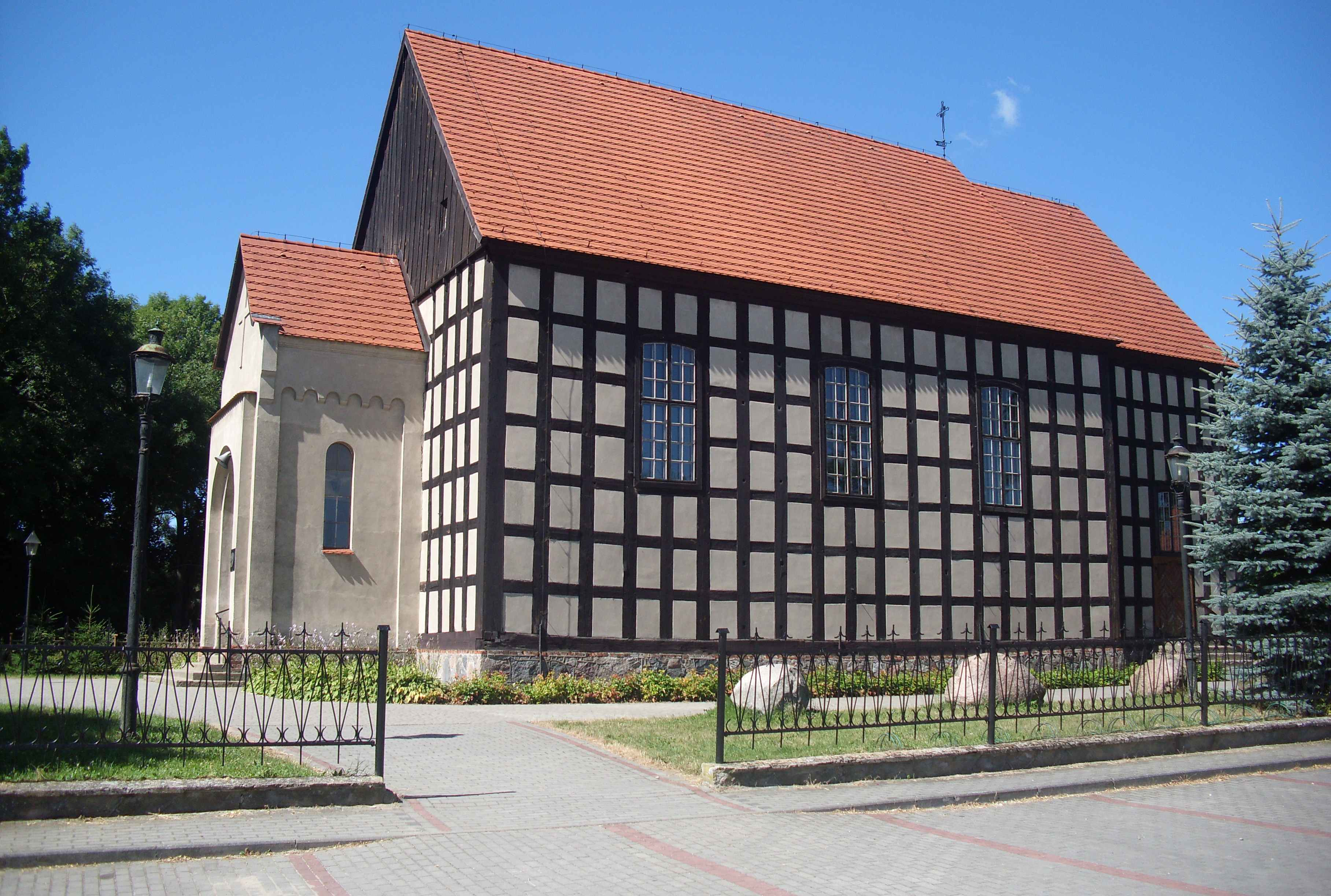
Dorfkirche

Ältere Ortsbezeichnungen sind Sipniewo (1426) und Czypniewo (1435). Wie archäologische Funde belegen, haben in der Umgegend der Ortschaft bereits Völker aus Epochen vor und nach Christus, darunter Burgunden, Siedlungsspuren hinterlassen.
Im Jahr 1467 trat ein Runge de Dwierzno (Dreidorf) einen Teil der Schulzerei und zwei Krüge samt dem See Modla an seinen Sohn Dobeslaw ab. Nach den Runges werden als Besitzer die Witoslawski, Działyński und Grabowski genannt.
Die Grabowski saßen noch bis 1824 auf Sypniewo. Zwischenzeitlich hatten die Gockowskis durch Einheirat in die Familie Grabowski Anteile am Dorf erworben. So gab einer deren Angehöriger noch 1777 zu Protokoll, dass drei Teiche, eine Ziegelei, ein Brandhaus, ein Teerofen, eine Kalkbrennerei, das ‚Vorwerk Lukowo′, eine katholische Kirche und ein massives herrschaftliches Wohnhaus mit den nötigen Wirtschaftsgebäuden sowie einem Obst- und Küchengarten zum Ort gehören. Mit dem Besitz waren die Jurisdiktion, Jagd-, Brau- und Brenngerechtigkeit, ebenso das Patronat über die Kirche verbunden.
Im Juni des Jahres 1830, als sich das Vorwerk Sypniewo im Besitz der Hauptbank in Berlin befand, hatte ein Orkan, der in den Kreisen Deutsch Krone, Flatow und Schlochau große Schäden verursachte, auf dem Vorwerk einen Schafsstall, einen weiteren Viehstall und eine Scheune zum Einsturz gebracht, wobei 500 Schafe und 24 Rinder erschlagen wurden. 1830 erwarben Albert Hermann Wilckens (* 1772; † 1835), kgl. preuß. Wirklicher Geheimer Ober-Finanzrat mit Gutsbesitz bei Potsdam, und Franz Friedrich Nagel den Gutsbezirk Sypniewo.
Im 19. Jahrhundert war Sypniewo Sitz eines Patrimonialgerichts. In Sypniewo wurden Gerichtstage abgehalten. Zum Gerichtsbezirk gehörten 1837 zwölf Dorfschaften mit insgesamt 1975 Einwohnern: Adamshof, Klementinenhof, Hammermühle, Jasdrowo, Illowo, Alt- und Neu-Lubcza, Ludwigshof, Lukowo, Radonsk, Sypniewo nebst Ablage und Ziegelei sowie Wimislowo.
Am 25. November 1849 übernahm Leberecht Gottvertrau Wilckens-Sypniewo (* 1824; † 1900) Dorf und Gut als Generalbevollmächtigter seiner Eltern. Am 27. August 1854 erwarben er und seine Schwester die Herrschaft käuflich. An Stelle des alten hölzernen Grabowski-Anwesens, wurde in der ersten Hälfte des 19. Jahrhunderts von Karl Friedrich Schinkel der neue Palast überwiegend im neoklassizistischen Stil errichtet. Der Palast war auch gleichzeitig Sitz der Freimaurerloge. Kurz nach dem Bau des Schlosses wurde die Anlage durch einen 8,85 Hektar großen Park erweitert. In dem Park befindet sich das Mausoleum der Familie Wilkens. Umgeben von vier Granitsäulen und einer Granitkuppel befindet sich die Marmorgruft.
Mit dem 19. Jahrhundert vergrößerten sich Bevölkerungszahl und Gemeindefläche Sypniewos stetig. Mit Zugehörigkeit zu Preußen verdoppelte sich Gemeindefläche nahezu von 327 ha im Jahre 1835 bis zu 634 ha im Jahre 1880. Im Jahr 1896 war Fritz (von) Wilckens Eigentümer des Gutes Sypniewo, zu dem auch eine Brennerei, eine Ziegelei, eine Ölmühle, eine Knochenstampfe, ein Holzsägewerk und zwei Mahlmühlen gehörten. Bis zum Beginn des 20. Jahrhunderts erfolgten diverse Gebietstausche, so z. B. am 20. April 1909 der Tausch von Grundstücksflächen mit dem Gutsbezirk Klasshöh im preußischen Kreis Wirsitz. 1903 umfasste das Gut Sypniewo mit Adamshof, Charlottenhof und Dorotheenhof-Friedrichau sowie Abbau Vandsburg (Dahlkeshof) zusammen 3542 ha.
Nach Ende des Ersten Weltkriegs musste Sypniewo 1920 aufgrund der Bestimmungen des Versailler Vertrags an Polen abgetreten werden. Zu Beginn des Zweiten Weltkriegs wurde Sypniewo 1939 von deutschen Truppen besetzt, später erfolgte die Umbenennung in Wilckenwalde. Der Zweite Weltkrieg endete in Sypniewo am 29. Januar 1945, damit setzte die Flucht der deutschen Bevölkerung ein. Auch die 1911 nobilitierte Familie von Wilckens verließ ihren angestammten Gutssitz. Letzter Grundbesitzer war der politisch aktive Hans Jürgen von Wilckens (* 1889; † 1974), verheiratet mit der Diplomatentochter Ilse Rienaecker. Ihre vier Kinder waren alle in Sypniewo geboren. Nach dem Krieg wurde Wilckens als Autor tätig. Das Schloss wurde nach dem Krieg zum Sitz einer landwirtschaftlichen Schule. Heute wird das restaurierte Schloss als Hotel mit Restaurant genutzt.

### Demographie
| Jahr | Einwohner | Anmerkungen |
| ---- | --------- | --- |
| 1766 | 385       | [ 11 ] |
| 1783 | –         | adliges Dorf an der polnischen Grenze, 15 Feuerstellen (Haushaltungen), in Westpreußen |
| 1818 | 361       | davon 353 im Hauptgut, adlige Besitzung, und acht Einwohner in der adligen Ziegelei |
| 1852 | 750       | Dorf; nach anderen Angaben 768 Einwohner |
| 1864 | 824       | Dorf mit Gut (im Kommunalverbund miteinander), darunter 228 Evangelische und 581 Katholiken |
| 1875 | 714       | Dorf und Rittergut, davon 326 im Dorf in 35 Wohnhäusern und 388 im Gutsbezirk in 24 Wohnhäusern |
| 1910 | 1578      | am 1. Dezember, davon 467 im Dorf (darunter 86 Evangelische, 374 Katholiken und fünf Juden; 312 Einwohner mit polnischer Muttersprache) und 1111 im Gutsbezirk (528 Evangelische und 340 Katholiken; 292 Einwohner mit polnischer Muttersprache) |

## Kirche
Die Protestanten der hier bis 1945 anwesenden Dorfbevölkerung gehörten zur evangelischen Pfarrei Sypniewo, die um 1890 neu gegründet worden war. Bis 1890 hatte die Gemeinde zur Pfarrei Vandsburg und Pempersin gehört.

## Verkehr
Der Bahnhof Sypniewo lag an der Bahnstrecke Świecie nad Wisłą–Złotów (Schwetz – Flatow).

## Sehenswürdigkeiten
- Schinkel-Palast (1835 erbaut), ein im klassizistischen Stil errichteter Herrschaftssitz.
- Schlosspark, zweite Hälfte des 19. Jahrhunderts.
- Mausoleum der Familie von Wilckens.
- Kirche aus dem 18. Jahrhundert.

## Galerie

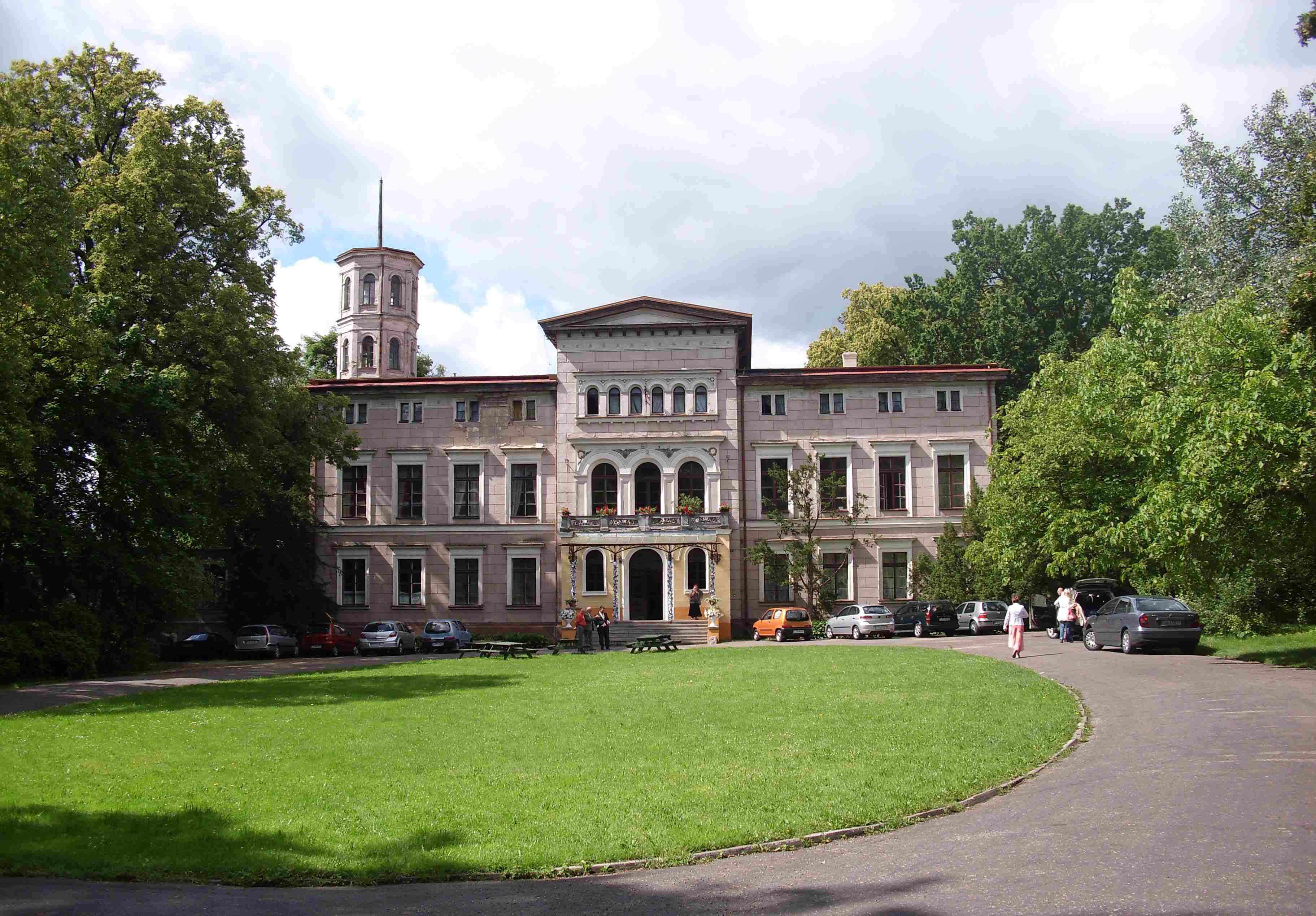
Sypniewo – Palast
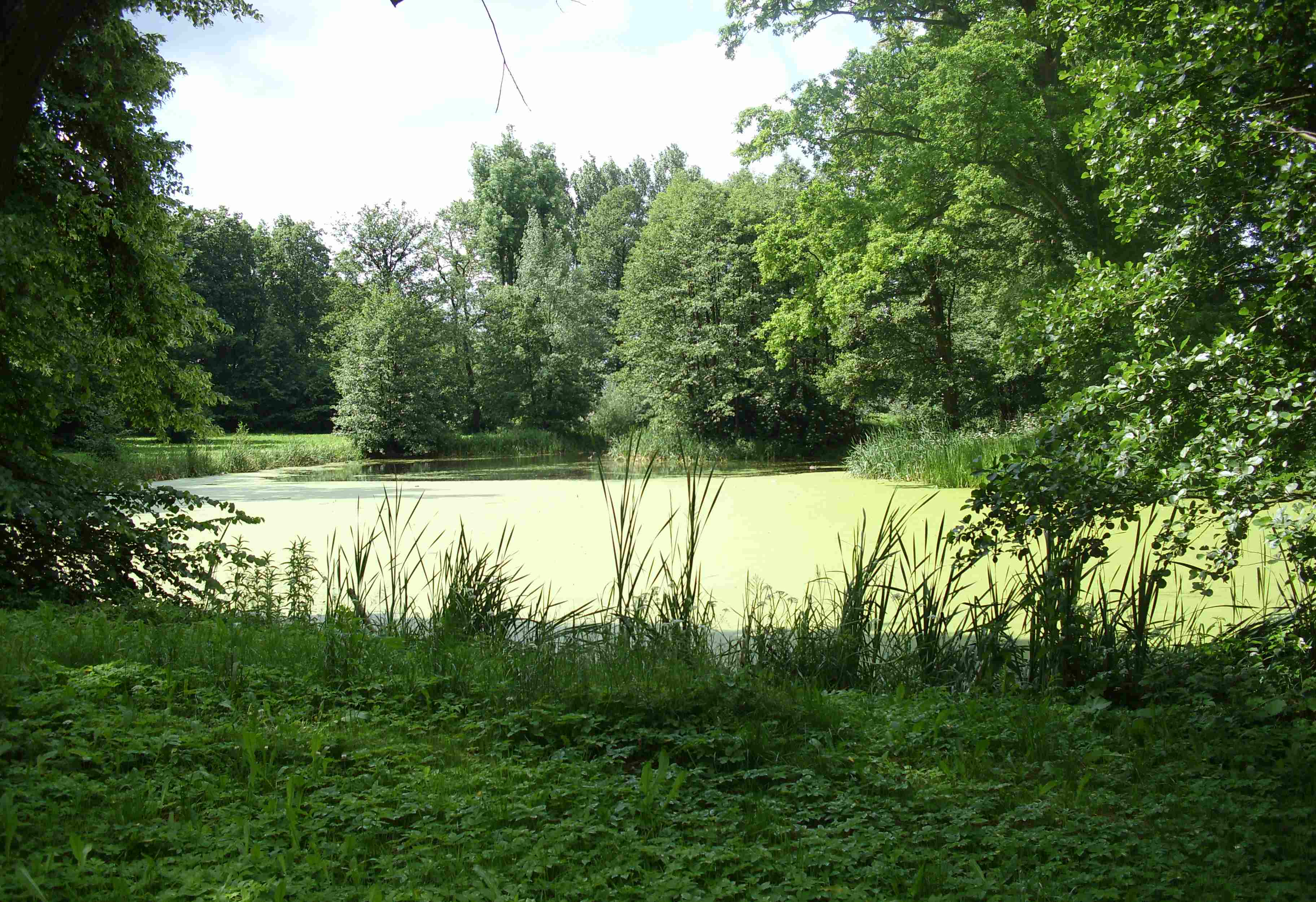
Sypniewo – Park
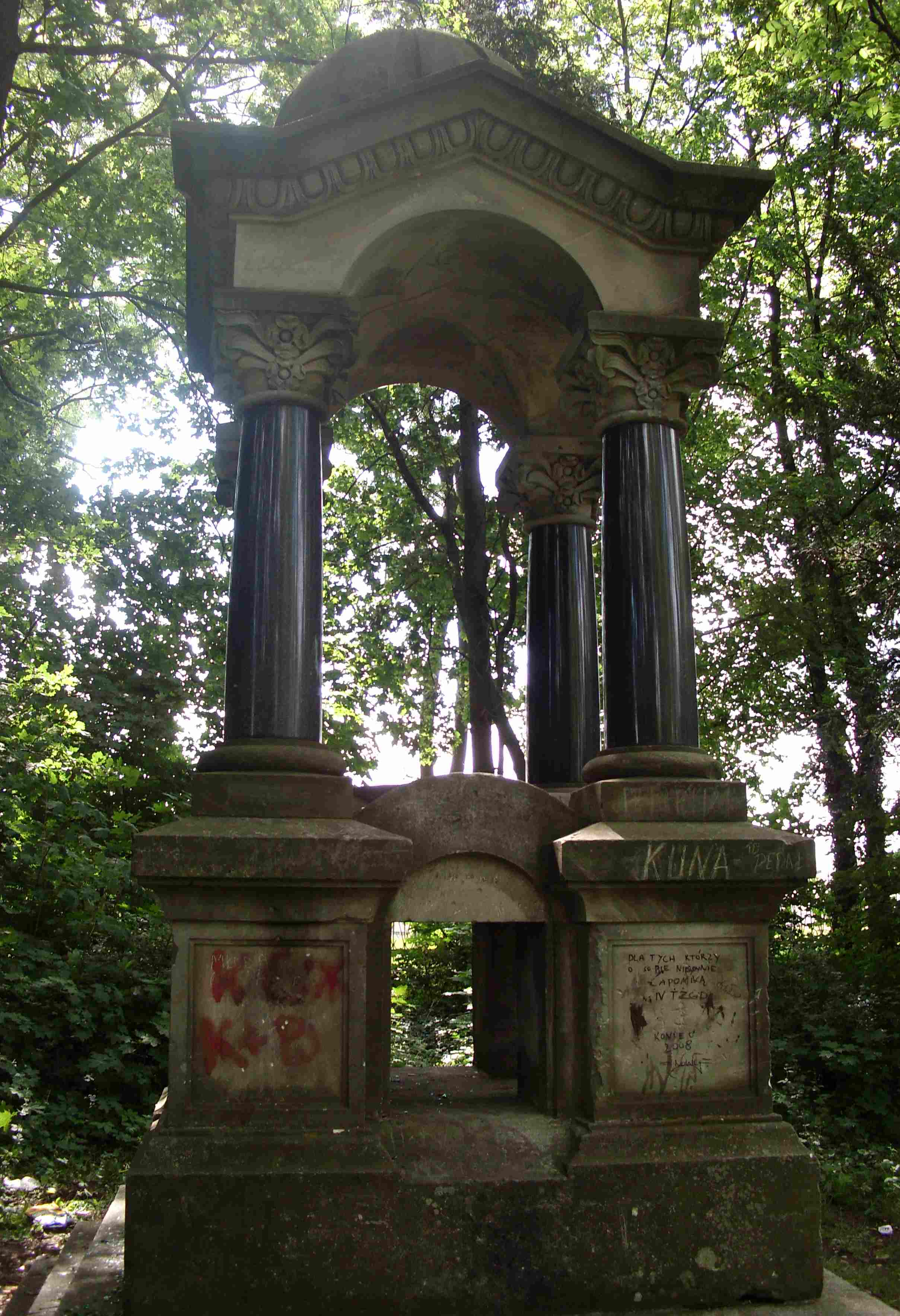
Sypniewo – Mausoleum
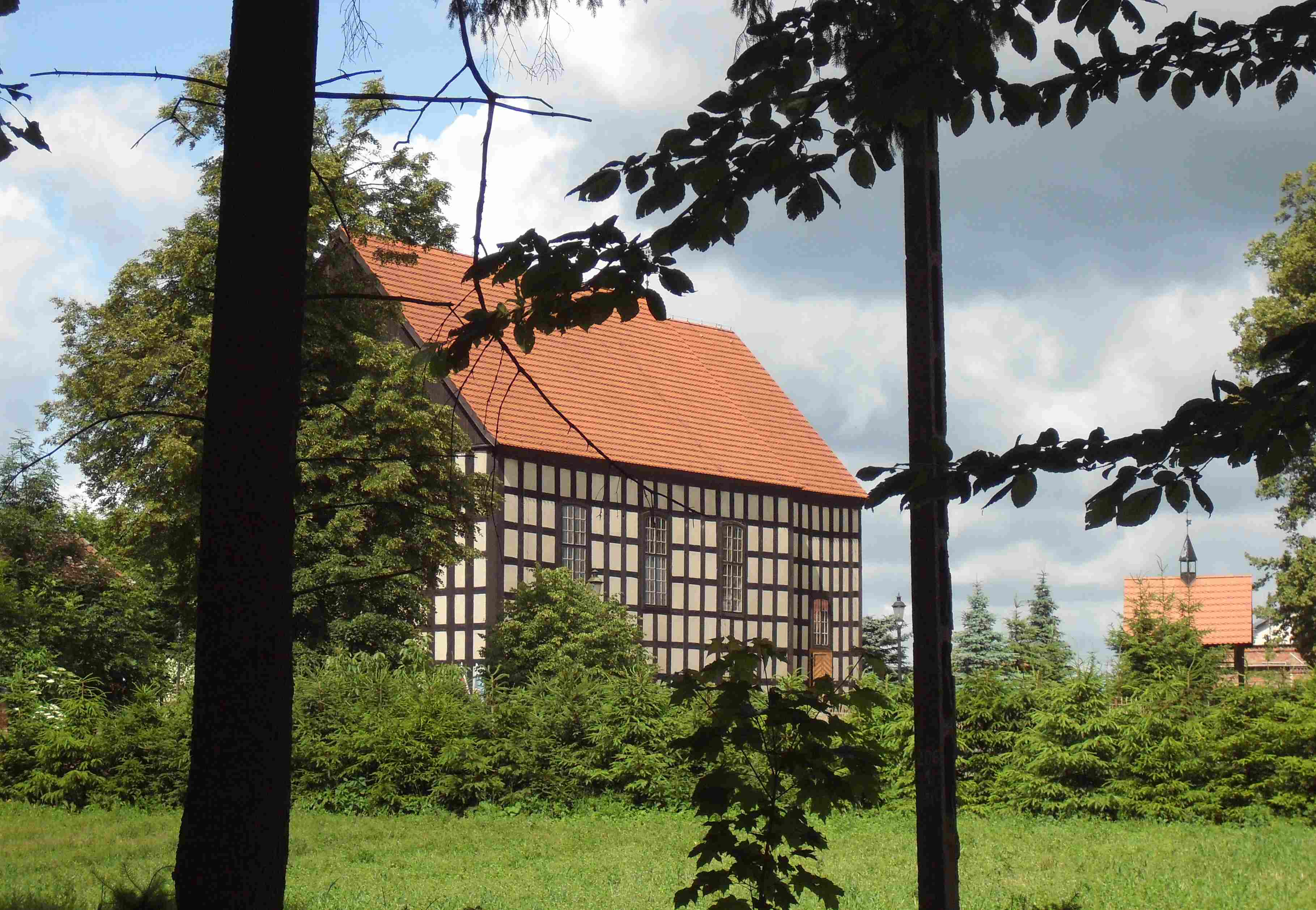
Sypniewo – Kirche

## Persönlichkeiten
- Andrzej Smoszewski (* ~1650), Starost von Bobrownik
- Fritz Leberecht von Wilckens (1861–1913), Mitglied des Deutschen Reichstags, Besitzer der Herrschaft Sypniewo
- Leonie von Wilckens (1921–1997), Kunsthistorikerin und Kuratorin

## Verweise